# Овёс бесплодный
Овёс беспло́дный (лат. Avéna stérilis), или овёс средиземномо́рский, — однолетний злак, вид рода Овёс (Avena).
Широко распространённое сорное растение, нередко являющееся обременительным сорняком в посевах культурного овса.

## Ботаническое описание
Однолетнее растение с прямостоячими или приподнимающимися в основании стеблями 60—180 см высотой, с 2—4 узлами.
Листья до 60 см длиной и 0,6—1,5 см шириной, зелёные, узколинейно-ланцетные, шероховатые, заострённые на конце. Влагалища нижних листьев слабо волосистые, верхние — голые. Язычок до 8 мм длиной, плёнчатый, с тупой верхушкой.
Метёлка 15—45 см длиной, раскидистая, очень рыхлая. Колоски 23—32 мм длиной, поникающие, на неравных веточках 5—35 мм длиной, с 2—5 цветками. Колосковые чешуи 20—32 мм и более длиной, почти равные по длине между собой, ланцетовидной формы, закруглённые, гладкие, с 9—11 жилками, с заострённой верхушкой. Ось колоска с сочленением между колосковыми чешуями и верхним цветком, при созревании отделяется только верхний плод, остальные обламываются или остаются сцепленными с ним. Нижняя цветковая чешуя 15—25(45) мм длиной, узколанцетной формы, на верхушке с двумя плёнчатыми зубцами, покрыта щетинистыми волосками в нижних двух третьих, в верхней части шероховатая, с 7 жилками, у двух ближайших к основанию цветков — на спинке с изогнутой закрученной остью 30—55 мм длиной, выходящей примерно из середины, у третьего цветка (при его наличии) — безостая. Верхняя цветковая чешуя ланцетовидной формы, мелковолосистая по килям. Пыльники 2,5—3 мм длиной.
Зерновки продолговатые, скрыты в цветковых чешуях.
Гексаплоидный вид, набор хромосом — 2n = 42.

## Распространение
Широко распространён в Средиземноморье, в Западной, Центральной и Южной Европе, в Иране, Афганистане, Турции, Северной Африке, также в Японии и Южной Корее, в Австралии и Новой Зеландии, в Северной и Южной Америке.
Считается инвазивным видом на возделываемых землях. Семена овса бесплодного с трудом отделяются от овса посевного.

## Таксономия
Номинативный подвид Avena sterilis L. subsp. sterilis с 3—5-цветковыми колосками. Иногда в самостоятельный вид выделяется Avena sterilis subsp. ludoviciana (Durieu) Gillet & Magne, 1873 — овёс Людовика — с 2—3-цветковыми колосками.

### Синонимы
- Avena atherantha C.Presl, 1820
- Avena barbata subsp. atherantha (C.Presl) Rocha Afonso, 1978
- Avena fatua var. sterilis (L.) Bastard, 1809
- Avena ludoviciana Durieu, 1855
- Avena macrocarpa Moench, 1794, nom. illeg.
- Avena nutans St.-Lag., 1884, nom. illeg.
- Avena persica Steud., 1854
- Avena sativa subsp. sterilis (L.) de Wet, 1981
- Avena sativa var. sterilis (L.) Fiori, 1923
- Avena solida (Hausskn.) Herter, 1940
- Avena trichophylla K.Koch, 1848

и другие.